# 09Г2С
09Г2С — марка сталі, це низьколегована конструкційна сталь. За ГОСТом це сталь для зварних конструкцій, однак насправді сфера її використання дуже широка, це найпопулярніша марка легованої сталі в Україні. Саме з неї виготовляється більша частина фасонного прокату (двотаврів, швелерів, кутників) підвищеної міцності. Також саме з цієї марки сталі виготовляють більшу частину листів підвищеної міцності призначених для ємностей під тиском (котлів і т.ін.). В основному 09Г2С використовується при виготовленні гарячокатаної продукції, втім трапляється, що з цієї марки сталі виготовляють і холоднокатаний лист. 
Як вже згадувалося вище, 09Г2С є наймасовішою низьколегованою і, взагалі, не рядовою маркою сталі в Україні. Саме на неї припадає більше половини випуску усіх спецсталей в країні. На жаль, після переходу системи звітності в 2003-2004 роках на європейські стандарти вже неможливо виділити точні обсяги виробництва конкретної марки сталі з валового випуску. Однак за оцінками спеціалістів випуск продукції з 09Г2С досягає порядків в декілька сотень тисяч тонн і становить біля 5-10% загального обсягу металопрокату. Так само 09Г2С переважає в українському імпорті спецсталей. 
Згідно ДСТУ 8541:2015, раніше був ГОСТ 19281-89 [Архівовано 26 вересня 2014 у Wayback Machine.] який вже скасований в Україні.

## Сталь 09Г2С: выписка из марочника сталей
| Марка стали | Вид поставки |
| 09Г2С       | Сортовой, фасонный и полосовой прокат - ДСТУ 8541:2015, Лист - ГОСТ 5520-79, ГОСТ 5521-91, ДСТУ 8541:2015, ТУ 14-1-5034-91, ТУ 302.02.009-89. Трубы - ТУ 14-3-1128-82. Гнутые профили - ГОСТ 19281-89, ТУ 14-1-5035-91 |

| Масова частка елементів, % | Масова частка елементів, % | Масова частка елементів, % | Масова частка елементів, % | Масова частка елементів, % | Масова частка елементів, % | Масова частка елементів, % | Масова частка елементів, % | Масова частка елементів, % | Масова частка елементів, % | НД               | Температура критичних точок, °С | Температура критичних точок, °С | Температура критичних точок, °С | Температура критичних точок, °С |
| C                          | Si                         | Mn                         | S                          | P                          | Cr                         | Ni                         | N                          | As                         | Cu                         | НД               | Ac1                             | Ac3                             | Ar1                             | Ar3                             |
| ≤0.12                      | 0.50-0.80                  | 1.30-1.70                  | ≤0.040                     | ≤0.035                     | ≤0.30                      | ≤0.30                      | ≤0.008                     | ≤0.08                      | ≤0.30                      | ГОСТ 5520-79     | 725                             | 860                             | 625                             | 780                             |
| ≤0.12                      | 0.50-0.80                  | 1.30-1.70                  | ≤0.040                     | ≤0.035                     | ≤0.30                      | ≤0.30                      | ≤0.012                     | ≤0.08                      | ≤0.30                      | ДСТУ 8541:2015   | 725                             | 860                             | 625                             | 780                             |
| ≤0.12                      | 0.50-0.80                  | 1.30-1.70                  | ≤0.030                     | ≤0.035                     | ≤0.30                      | ≤0.30                      | -                          | ≤0.08                      | ≤0.30                      | ТУ 302.02.009-89 | 725                             | 860                             | 625                             | 780                             |

## Механічні властивості при кімнатній температурі
| НД               | Режим термообработки                                                                   | Режим термообработки                                                                   | Режим термообработки                                                                   | Сечение, мм     | σ0,2, Н/мм2 | σB, Н/мм2 | δ, %     | ψ, %     | KCU, Дж/см2                    | KCU, после механи- ческого старения Дж/см2 | Изгиб |
| НД               | Операция                                                                               | t, °С                                                                                  | Охлаждающая среда                                                                      | Сечение, мм     | не менее    | не менее  | не менее | не менее | не менее                       | KCU, после механи- ческого старения Дж/см2 | Изгиб |
| ГОСТ 5520-79     | В горячекатаном или термически обработанном состоянии                                  | В горячекатаном или термически обработанном состоянии                                  | В горячекатаном или термически обработанном состоянии                                  | До 5            | 345         | 490       | 21       | -        | -                              | -                                          |       |
| ГОСТ 5520-79     | В горячекатаном или термически обработанном состоянии                                  | В горячекатаном или термически обработанном состоянии                                  | В горячекатаном или термически обработанном состоянии                                  | От 5 до 10      | 345         | 490       | 21       | -        | 64 391 342                     | 29                                         |       |
| ГОСТ 5520-79     | В горячекатаном или термически обработанном состоянии                                  | В горячекатаном или термически обработанном состоянии                                  | В горячекатаном или термически обработанном состоянии                                  | От 10 до 20     | 325         | 470       | 21       | -        | 59 341 292                     |                                            |       |
| ГОСТ 5520-79     | В горячекатаном или термически обработанном состоянии                                  | В горячекатаном или термически обработанном состоянии                                  | В горячекатаном или термически обработанном состоянии                                  | Свыше 20 до 32  | 305         | 460       | 21       | -        | 59 341 292                     |                                            |       |
| ГОСТ 5520-79     | В горячекатаном или термически обработанном состоянии                                  | В горячекатаном или термически обработанном состоянии                                  | В горячекатаном или термически обработанном состоянии                                  | Свыше 32 до 60  | 285         | 450       | 21       | -        | 59 341 292                     |                                            |       |
| ГОСТ 5520-79     | В горячекатаном или термически обработанном состоянии                                  | В горячекатаном или термически обработанном состоянии                                  | В горячекатаном или термически обработанном состоянии                                  | Свыше 60 до 80  | 275         | 440       | 21       | -        | 59 341 292                     |                                            |       |
| ГОСТ 5520-79     | В горячекатаном или термически обработанном состоянии                                  | В горячекатаном или термически обработанном состоянии                                  | В горячекатаном или термически обработанном состоянии                                  | Свыше 80 до 160 | 265         | 430       | 21       | -        | 59 341 292                     |                                            |       |
| ГОСТ 5520-79     | В горячекатаном или термически обработанном состоянии                                  | В горячекатаном или термически обработанном состоянии                                  | В горячекатаном или термически обработанном состоянии                                  | От 4 до 160     |             |           |          |          |                                |                                            | d=2a  |
| ГОСТ 19281-89    | Листовой и широкополосный прокат в горячекатаном или термически обработанном состоянии | Листовой и широкополосный прокат в горячекатаном или термически обработанном состоянии | Листовой и широкополосный прокат в горячекатаном или термически обработанном состоянии | До 10           | 345         | 490       | 21       | -        | 64 391 292                     | 29                                         | d=2a  |
| ГОСТ 19281-89    | Листовой и широкополосный прокат в горячекатаном или термически обработанном состоянии | Листовой и широкополосный прокат в горячекатаном или термически обработанном состоянии | Листовой и широкополосный прокат в горячекатаном или термически обработанном состоянии | Свыше 10 до 20  | 325         | 470       | 21       | -        | 59 341 292                     | 29                                         | d=2a  |
| ГОСТ 19281-89    | Листовой и широкополосный прокат в горячекатаном или термически обработанном состоянии | Листовой и широкополосный прокат в горячекатаном или термически обработанном состоянии | Листовой и широкополосный прокат в горячекатаном или термически обработанном состоянии | Свыше 20 до 32  | 295         | 430       | 21       | -        | 59 291 242                     | 29                                         | d=2a  |
| ГОСТ 19281-89    | Листовой и широкополосный прокат в горячекатаном или термически обработанном состоянии | Листовой и широкополосный прокат в горячекатаном или термически обработанном состоянии | Листовой и широкополосный прокат в горячекатаном или термически обработанном состоянии | Свыше 32 до 160 | 265         | 430       | 21       | -        | 59 341 292                     | 29                                         | d=2a  |
| ГОСТ 19281-89    | Сортовой и фасонный прокат в горячекатаном или термически обработанном состоянии       | Сортовой и фасонный прокат в горячекатаном или термически обработанном состоянии       | Сортовой и фасонный прокат в горячекатаном или термически обработанном состоянии       | До 10           | 345         | 480       | 21       | -        | 64 391 342 403 404             | 29                                         | d=2a  |
| ГОСТ 19281-89    | Сортовой и фасонный прокат в горячекатаном или термически обработанном состоянии       | Сортовой и фасонный прокат в горячекатаном или термически обработанном состоянии       | Сортовой и фасонный прокат в горячекатаном или термически обработанном состоянии       | Свыше 10 до 20  | 325         | 450       | 21       | -        | 59 341 292 343 344             | 29                                         | d=2a  |
| ГОСТ 19281-89    | Сортовой и фасонный прокат в горячекатаном или термически обработанном состоянии       | Сортовой и фасонный прокат в горячекатаном или термически обработанном состоянии       | Сортовой и фасонный прокат в горячекатаном или термически обработанном состоянии       | Свыше 20 до 32  | 295         | 430       | 21       | -        | 291                            | 29                                         | d=2a  |
| ГОСТ 19281-89    | Сортовой и фасонный прокат в горячекатаном или термически обработанном состоянии       | Сортовой и фасонный прокат в горячекатаном или термически обработанном состоянии       | Сортовой и фасонный прокат в горячекатаном или термически обработанном состоянии       | От 32 до 160    | 265         | 430       | 21       | -        | 59 291                         | 29                                         | d=2a  |
| ГОСТ 19281-89    | Гнутые профили в горячекатаном или термически обработанном состоянии                   | Гнутые профили в горячекатаном или термически обработанном состоянии                   | Гнутые профили в горячекатаном или термически обработанном состоянии                   | До 10           | 345         | 490       | 21       | -        | -                              |                                            | d=2a  |
| ГОСТ 19281-89    | Гнутые профили в горячекатаном или термически обработанном состоянии                   | Гнутые профили в горячекатаном или термически обработанном состоянии                   | Гнутые профили в горячекатаном или термически обработанном состоянии                   | От 10 до 20     | 325         | 470       | 21       | -        | -                              |                                            | d=2a  |
| ГОСТ 19281-89    | Гнутые профили в горячекатаном или термически обработанном состоянии                   | Гнутые профили в горячекатаном или термически обработанном состоянии                   | Гнутые профили в горячекатаном или термически обработанном состоянии                   | Свыше 20 до 32  | 295         | 430       | 21       | -        | -                              |                                            | d=2a  |
| ГОСТ 19281-89    | Гнутые профили в горячекатаном или термически обработанном состоянии                   | Гнутые профили в горячекатаном или термически обработанном состоянии                   | Гнутые профили в горячекатаном или термически обработанном состоянии                   | Свыше 32 до 160 | 265         | 430       | 21       | -        | -                              |                                            | d=2a  |
| ГОСТ 19281-89    | Прокат полосовой в горячекатаном или термически обработанном состоянии                 | Прокат полосовой в горячекатаном или термически обработанном состоянии                 | Прокат полосовой в горячекатаном или термически обработанном состоянии                 | До 10           | 345         | 490       | 21       | -        | 64 391 342 403 404             | 29                                         | d=2a  |
| ГОСТ 19281-89    | Прокат полосовой в горячекатаном или термически обработанном состоянии                 | Прокат полосовой в горячекатаном или термически обработанном состоянии                 | Прокат полосовой в горячекатаном или термически обработанном состоянии                 | Свыше 10 до 20  | 325         | 450       | 21       | -        | 59 341 292 343 344             | 29                                         | d=2a  |
| ГОСТ 19281-89    | Прокат полосовой в горячекатаном или термически обработанном состоянии                 | Прокат полосовой в горячекатаном или термически обработанном состоянии                 | Прокат полосовой в горячекатаном или термически обработанном состоянии                 | Свыше 20 до 32  | 295         | 430       | 21       | -        | 291                            | 29                                         | d=2a  |
| ГОСТ 19281-89    | Прокат полосовой в горячекатаном или термически обработанном состоянии                 | Прокат полосовой в горячекатаном или термически обработанном состоянии                 | Прокат полосовой в горячекатаном или термически обработанном состоянии                 | Свыше 32 до 160 | 265         | 430       | 21       | -        | 59 291                         | 29                                         | d=2a  |
| ТУ 302.02.009-89 | Термообработка с прокатного нагрева                                                    | Термообработка с прокатного нагрева                                                    | Термообработка с прокатного нагрева                                                    | 10-40           | 340         | 510       | 21       | -        | 60 351 302                     |                                            | d=2a  |
| ТУ 14-3-1128-82  | Нормализация                                                                           | Нормализация                                                                           | Нормализация                                                                           | ∅57-325 s4-10   | 265         | 470       | 22       | -        | 342 345                        |                                            |       |
| ТУ 14-3-1128-82  | Нормализация                                                                           | Нормализация                                                                           | Нормализация                                                                           | s более 10      |             |           |          |          | 292 295                        |                                            |       |
| ТУ 14-1-5035-91  | В горячекатаном состоянии                                                              | В горячекатаном состоянии                                                              | В горячекатаном состоянии                                                              | До 10           | 345         | 480       | 21 δр≥12 | ψр≥55    | 64 391 292 403 404 606 Тк≤10°С | 29                                         | d=2а  |
| ТУ 14-1-5035-91  | В горячекатаном состоянии                                                              | В горячекатаном состоянии                                                              | В горячекатаном состоянии                                                              | Свыше 10 до 20  | 325         | 450       | 21 δр≥12 | ψр≥55    | 59 291 292 343 344 606 Тк≤10°С | 29                                         | d=2а  |
| ТУ 14-1-5035-91  | В горячекатаном состоянии                                                              | В горячекатаном состоянии                                                              | В горячекатаном состоянии                                                              | Свыше 20 до 32  | 295         | 430       | 21 δр≥12 | ψр≥55    | 29 606 Тк≤10°С                 | 29                                         | d=2а  |

1KCU при минус 40°С
2KCU при минус 70°С
3KCU при 0°С
4KCV при минус 20°С
5KCV при 30°С
6KCV при 20°С
Требования к механическим свойствам и ударной вязкости (за исключением KCV) листового проката установлены для поперечных образцов.

## Призначення
Різні деталі та елементи зварних металоконструкцій, які працюють при температурі від -70°С до +425°С під тиском.
Детали аппаратов и сосудов, работающие при температуре от -70°С до +475°С под давлением. В трубопроводах пара и горячей воды - детали, изготовленные из листа - до температуры 450°С, трубы - до температуры 425°С, в котлах - листовые детали, работающие при температуре до 450°С, во всех случаях без ограничения давления. Крепежные детали в котлах и трубопроводах используются до температуры 425°С и давлении до 10 Н/мм2.
| Предел выносливости, Н/мм2 | Предел выносливости, Н/мм2 | Состояние стали | Ударная вязкость, KCU, Дж/см2при t, °С | Ударная вязкость, KCU, Дж/см2при t, °С | Ударная вязкость, KCU, Дж/см2при t, °С | Ударная вязкость, KCU, Дж/см2при t, °С | Ударная вязкость, KCU, Дж/см2при t, °С | Ударная вязкость, KCU, Дж/см2при t, °С | Термообработка |
| σ-1                        | τ-1                        | Состояние стали | +20                                    | 0                                      | -20                                    | -30                                    | -40                                    | -50                                    | Термообработка |
| 235                        | -                          | При σB=475Н/мм2 |                                        |                                        |                                        |                                        |                                        |                                        |                |

## Технологічні характеристики
| Ковка             | Ковка                            | Охлаждение поковок, изготовленных | Охлаждение поковок, изготовленных | Охлаждение поковок, изготовленных | Охлаждение поковок, изготовленных |
| Вид полуфабриката | Температурный интервал ковки, °С | из слитков                        | из слитков                        | из заготовок                      | из заготовок                      |
|                   |                                  | Размер сечения, мм                | Условия охлаждения                | Размер сечения, мм                | Условия охлаждения                |
| Слиток            |                                  |                                   |                                   |                                   |                                   |
| Заготовка         | 1250-850                         |                                   |                                   |                                   |                                   |

| Свариваемость                                                                        | Обрабатываемость різанням                                                                                     | Флокеночувствительность          |
| Сваривается без обмежень. Способы сварки: РДС, АДС по флюсом и газовой защитой, ЭШС. | В нормализованном или отпущенном состоянии при σB=520 МПа Kν=1.0 (твердий сплав), Kν=1.6 (швидкоріжуча сталь) | Не чувствительна                 |
| Сваривается без обмежень. Способы сварки: РДС, АДС по флюсом и газовой защитой, ЭШС. | В нормализованном или отпущенном состоянии при σB=520 МПа Kν=1.0 (твердий сплав), Kν=1.6 (швидкоріжуча сталь) | Склонность к отпускной хрупкости |
| Сваривается без обмежень. Способы сварки: РДС, АДС по флюсом и газовой защитой, ЭШС. | В нормализованном или отпущенном состоянии при σB=520 МПа Kν=1.0 (твердий сплав), Kν=1.6 (швидкоріжуча сталь) | Не схильна                       |